# Darius (computerspelserie)
Darius (Japans: ダライアス Romaji: Daraiasu) is de naam van een computerspelserie ontwikkeld en uitgegeven door Taito. Het is een side-scrollingactiespel van het type shoot 'em up. Het eerste spel werd gelijktijdig uitgebracht met de speltitels R-Type en Nemesis, maar de serie claimde afwijkende muziek te hebben, verschillende paden via aftakkingen in het spel, en ongebruikelijke eindbazen.

## Lijst van spellen in de serie

### Arcadehal
- Darius (1987)
  - Darius Extra Version (1987): Een bijgewerkte en gebalanceerde versie van het eerste spel.
- Darius II (1989): Werd uitgebracht in zowel dubbele- als drievoudige schermindeling. Een internationale versie met enkele aanpassingen werd onder de titel "Sagaia" uitgebracht.
- Darius Gaiden (1994): Dit spel werd oorspronkelijk aangekondigd als Darius III.
- G-Darius (1997)
  - G-Darius Ver.2 (1997): Een bijgewerkte en gebalanceerde versie van bovengenoemd spel.
- Dariusburst Another Chronicle (2010): Gerelateerd aan de PlayStation Portable-titel Dariusburst.

### Consumentenversies

#### Oorspronkelijke werken
- Darius Twin (1991): Een origineel spel voor de SNES. Het spel is grotendeels gebaseerd op Darius II.
- Darius Force (1993): Wederom een origineel spel voor de SNES en opvolger voor Twin.
- Dariusburst (2009): Uitgebracht voor de PlayStation Portable (PSP). Was bedoeld als opvolger voor G-Darius.

#### Portsen conversies
- Darius+ (1989): Uitgebracht voor diverse homecomputers zoals de Atari ST, de Amiga, en de ZX Spectrum. Vrij gebaseerd op de originele titel Darius.
- Super Darius (1990): Een conversie van Darius voor de PC Engine, lijkt veel op het origineel, heeft uitsluitend een enkelvoudig scherm. Bevat nieuwe eindbazen, en een zogeheten boss rush stand.
  - Darius Alpha (1990): Werd uitgebracht naast Super Darius op onbekende wijze, en is extreem zeldzaam. Bevat een conversie als reguliere PC Engine HuCard, onderdelen van een demo, en sommige eindbazen zijn verwijderd.
  - Darius Plus (1990): Het volledige spel als PC Engine HuCard, was ontworpen voor de PC Engine SuperGrafx.
- Darius II (1990): Een conversie van Darius II voor de Sega Mega Drive. Heeft een geheime boss rush stand. Dit spel is in Amerika onder de titel "Sagaia" verschenen.
- Sagaia (1991): Een deels origineel spel voor de Game Boy. Het uiterlijk van de verpakking lijkt veel op Nemesis.
- Sagaia (1992): Exclusieve uitgave voor Europa, conversie van Darius II voor de Sega Master System, gerelateerd aan, en gebaseerd op de Mega Drive-versie.
- Super Darius II (1993): Een conversie van Darius II voor de PC Engine Super CD-ROM. Essentieel een compleet nieuw spel, met nieuwe velden, muziek, vijanden, en eindbazen.
- Darius Gaiden (1995, 1996, 1998): Een conversie van Darius Gaiden voor de Sega Saturn, PlayStation, en Windows.
- Darius II (1996): Een conversie van Darius II voor de Sega Saturn. Staat bekend om de grote gelijkenis met het oorspronkelijke spel, met zelfs de mogelijkheid tot dubbele schermindeling.
- G-Darius (1998, 2001): Een port van G-Darius voor PlayStation en Windows.
- Darius R (2002): Een semi-nieuwe versie voor de Game Boy Advance.
- Darius Gate, Darius Ocean, Darius Wide, etcetera. (2002~2007): Diverse conversies van Darius (specifiek Super/Plus) voor mobiele telefoons zoals i-mode, Yahoo! Mobile, en EZ Appli.
- Taito Memories en Taito Legends (2005~2006): Compilates en ports van Darius II, Darius Gaiden, en G-Darius.
- Dariusburst Second Prologue (2012): Een port van Dariusburst voor iOS en Android apparaten. Bevat een gemixte versie van het origineel.
- Darius Burst: Chronicle Saviours (2015): Een verbeterde versie van Dariusburst voor PlayStation 4, PlayStation Vita, en Microsoft Windows.[1]

#### Gerelateerde spellen
- Syvalion (1988): Werd gepresenteerd als opvolger voor Darius. Muziek uit het spel komt voor in Dariusburst.
- Metal Black (1991): Dit spel was oorspronkelijk ontwikkeld als een Darius III-versie, maar werd uiteindelijk een ander spel.
- Border Down (2003): Opvolger voor Metal Black. Ontwikkeld door enkele leden van het oorspronkelijke team, die later hun eigen bedrijf oprichtten, genaamd G.rev.